# Ambrogio Belloni
Ambrogio Belloni (Alessandria, 1º gennaio 1864 – Villanova Monferrato, 21 luglio 1950) è stato un politico italiano.

## Biografia
Nasce nel 1864 a San Michele, sobborgo del comune di Alessandria, da una famiglia borghese e benestante: il padre esercitava la professione di giudice e Belloni ne segue le orme, laureandosi in legge ed esercitando per circa dieci anni la professione di avvocato.
Nel 1897 si iscrive al Partito Socialista Italiano: la sua carriera politica inizia nel comune di Alessandria, di cui diventa assessore alla pubblica istruzione dal 1899 al 1908. Nel 1910 diventa segretario della Lega Contadina di Alessandria, carica che mantiene sino al 1915. Il suo attivismo politico lo porta ad essere tra gli avvocati difensori degli operai arrestati durante i moti di Torino del 1917, mentre nel 1918 cura per la Società Editrice l'Avanti la pubblicazione de il manifesto.
Lo stesso anno partecipa al XV congresso del PSI a Roma, entrando nella direzione nazionale. Negli anni successivi lavora per la costituzione della frazione comunista che appoggerà sia al convegno di Imola sia al congresso di Livorno nel 1921. In questa riunione plenaria, Belloni si distingue per la sua completa adesione alle idee di Antonio Gramsci e Palmiro Togliatti.
Sempre nel 1921 entra nel Comitato centrale del Partito Comunista d'Italia, avvicinandosi alle tesi di Amadeo Bordiga, ed è eletto deputato nazionale nello stesso anno. Il suo seggio alla Camera dei deputati gli sarà confermato anche nelle elezioni del 1924 anche se, per protestare contro il Partito Nazionale Fascista di Benito Mussolini, ritenuto responsabile dell'assassinio di Giacomo Matteotti, Belloni prende parte alla Secessione aventiniana.
Nel 1926 viene arrestato e condannato a cinque anni di confino dal regime fascista: sconterà la pena prima in Molise, in Basilicata e successivamente nelle isole Eolie.   Nel 1928 a Viggiano (Potenza), durante il confino in Basilicata, fu denunciato per propaganda comunista da un altro confinato, Riccardo Fedel. Il tentativo non ebbe successo perché il giudice istruttore Giuseppe Montalto, in meno di un mese, riuscì a ricostruire la vicenda ritenendola completamente inventata.
Tornato in libertà nel 1932, organizza clandestinamente alcuni moti di propaganda per conto del PCI, soprattutto per quanto riguarda la città di Alessandria. Nel 1943, all'indomani dell'armistizio dell'8 settembre, torna in Italia ed aderisce alla Resistenza partigiana tra le file delle Brigate Garibaldi.
Dopo la fine della seconda guerra mondiale torna alla politica, candidandosi, senza successo, come deputato all'Assemblea Costituente nel 1946. Due anni dopo, però, viene eletto nelle file del Partito Comunista Italiano come consigliere comunale di Alessandria. Muore nel 1950 a Villanova Monferrato, dove si era recato per svolgere un comizio.